# Wijk bij Duurstede

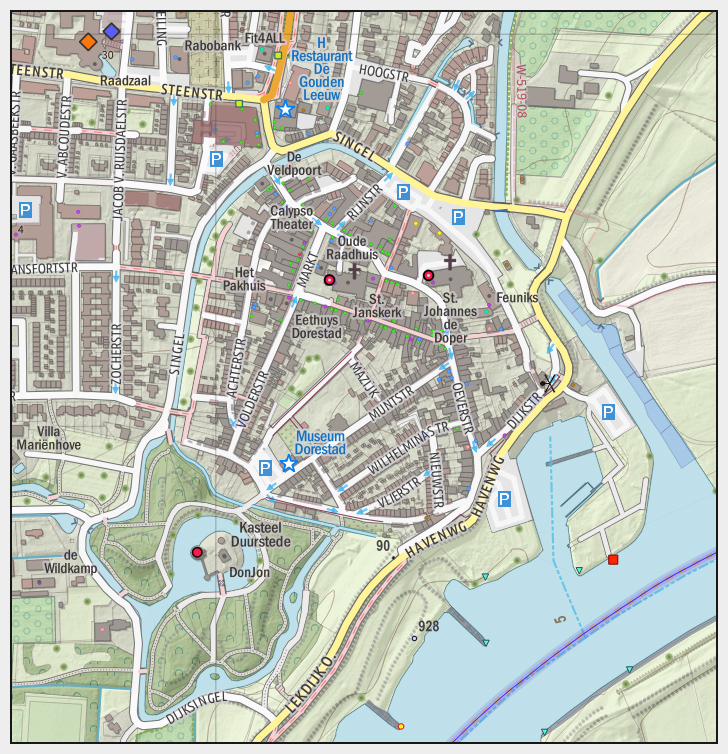
Centrumkaart van Wijk bij Duurstede.

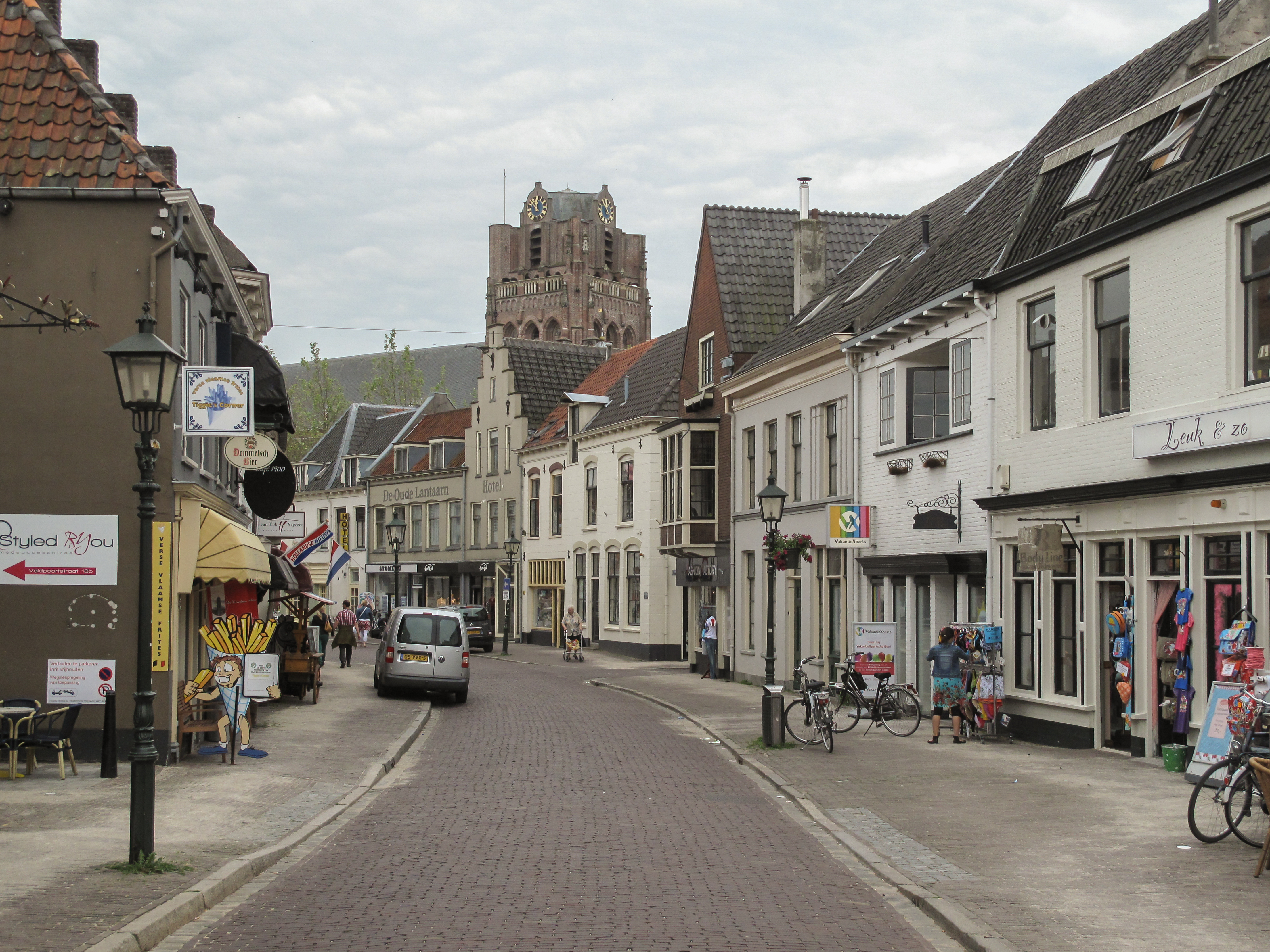
Straatbeeld met de oude Sint-Jan de Doperkerk op de achtergrond.

Wijk bij Duurstede (uitspraakⓘ) is een vestingstad en gemeente in het zuiden van de Nederlandse provincie Utrecht.
De gemeente telt 23.945 inwoners (22 november 2024, bron: CBS) op een oppervlakte van 50,3 km² waarvan 2,68 km² water. Door en langs Wijk bij Duurstede stromen de waterwegen Nederrijn, Lek, Kromme Rijn en het Amsterdam-Rijnkanaal.
De gemeente grenst aan de gemeenten Houten, Bunnik, Utrechtse Heuvelrug, Culemborg en Buren.
Wijk bij Duurstede had een stedenband met Jičín (Tsjechië).

## Naamsverklaring
Voor het naamdeel Wijk worden verschillende verklaringen gegeven, zoals dat het onder meer herleid zou kunnen worden tot het Romeinse vicus, of het Germaanse wik wat weer "bocht" of "inham" betekent. Het naamdeel Duurstede komt van de vroegere handelsplaats Dorestad, waarvan de naam op zijn minst deels van Keltische oorsprong is.

## Geschiedenis

### Voorgeschiedenis
Tijdens de Romeinse tijd bevond zich op de plek van het huidige Wijk bij Duurstede aan de Rijn een Romeins castellum, wellicht Levefanum. Ook liep de noordelijke grens (limes) van het Romeinse Rijk dwars door Wijk bij Duurstede.

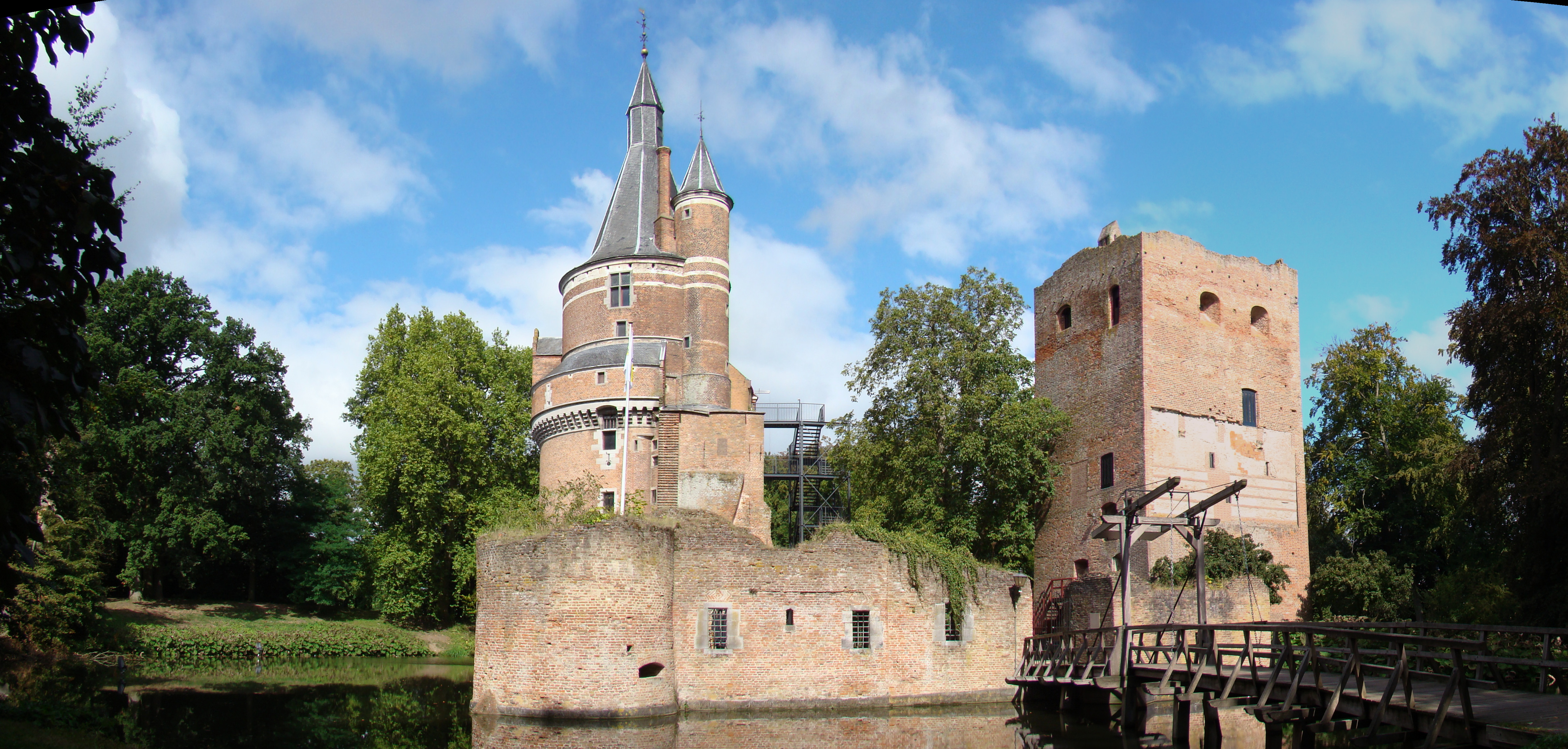
Kasteel Duurstede

In de vroege middeleeuwen moet hier een van de belangrijkste handelsplaatsen van Noordwest-Europa hebben gelegen: Dorestad. Lange tijd is aangenomen dat deze stad rond 850 bezweek door aanvallen van de Vikingen. Inmiddels wordt een combinatie van natuurlijke en (kerk)politieke factoren tezamen met de verschuivende machtsverhoudingen gezien als een meer waarschijnlijke verklaring voor de neergang van Dorestad. De Rijnbedding zou zich wat verplaatst hebben, terwijl de haven in dezelfde tijd zou zijn begonnen te verzanden. Daarenboven kwam er een waterstijging. 
Het verval van Dorestad betekende een periode van bloei voor Tiel, Deventer en later Utrecht, die nu vrij spel hadden. 
Er zijn vele vondsten gedaan in en rond Wijk bij Duurstede uit deze geschiedenisperiodes, die te zien zijn in Museum Dorestad.

### Vanaf de 14e eeuw
Wijk bij Duurstede kreeg in 1300 stadsrechten van Gijsbrecht van Abcoude. De plaats was gebouwd aan een in 1270 gebouwde woontoren die zou groeien tot Kasteel Duurstede. Waarschijnlijk is kort daarop ter verdediging van de stad begonnen met het aanbrengen van een aarden omwalling en omgrachting waarbij voor de omgrachting deels gebruik werd gemaakt van de oude rivierbeddingen.
Midden 14e eeuw werd de stad in oostelijke richting uitgebreid en vermoedelijk werd in dezelfde periode de stad voorzien van een stadsmuur met stadspoorten (zoals de Veldpoort) en versterkingstorens. De stadsmuur en omgrachting werden rond 1445 vernieuwd.

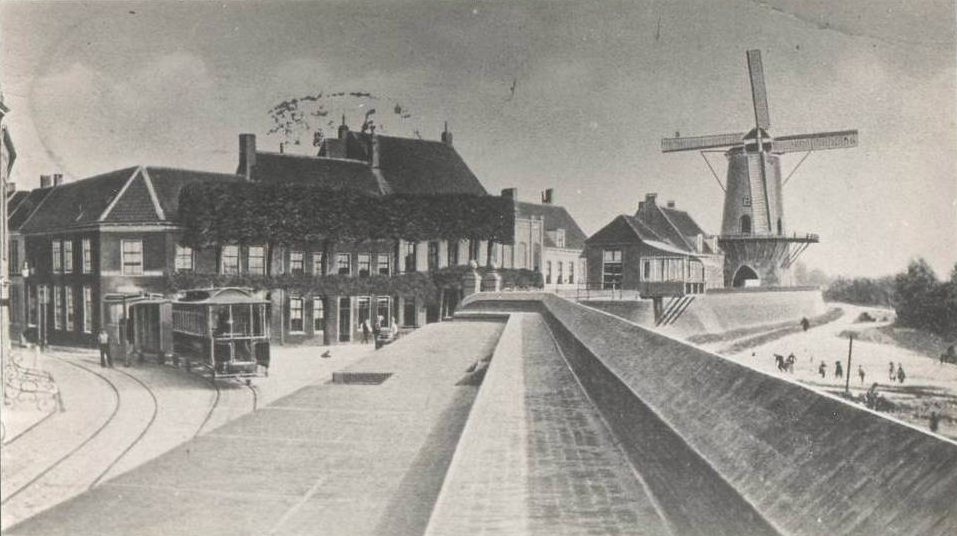
Tussen 1885 en 1931 was Wijk bij Duurstede bereikbaar per stoomtram vanuit Doorn.

## Ligging
De gemeente Wijk bij Duurstede is landelijk gelegen in het midden van Nederland, direct ten noorden van de grote rivieren. Ze ligt aan de kruising van het Amsterdam-Rijnkanaal met de Lek en de splitsing van de Nederrijn in de Lek en de Kromme Rijn.

### Aangrenzende gemeenten
| Aangrenzende gemeenten | Aangrenzende gemeenten | Aangrenzende gemeenten | Aangrenzende gemeenten | Aangrenzende gemeenten |
| ---------------------- | ---------------------- | ---------------------- | ---------------------- | ---------------------- |
| Bunnik                 |                        |                        |                        | Utrechtse Heuvelrug    |
|                        |                        |                        |                        |                        |
| Houten                 |                        |                        |                        |                        |
|                        |                        |                        |                        |                        |
| Culemborg (Gld)        |                        |                        |                        | Buren (Gld)            |

## Indeling
De gemeente bestaat uit de stad Wijk bij Duurstede (18.205 inwoners) en is op 1 januari 1996 samengevoegd met de gemeenten Cothen (3.280 inwoners) en Langbroek (2.510 inwoners).
Voor de wijkindeling zie wijken en buurten in Wijk bij Duurstede.

## Politiek

### Gemeenteraad
De gemeenteraad van Wijk bij Duurstede bestaat uit 19 zetels. Hieronder de behaalde zetels per partij bij de gemeenteraadsverkiezingen sinds 1994:
| Gemeenteraadszetels                | Gemeenteraadszetels | Gemeenteraadszetels | Gemeenteraadszetels | Gemeenteraadszetels | Gemeenteraadszetels | Gemeenteraadszetels | Gemeenteraadszetels | Gemeenteraadszetels |
| Partij                             | 1994                | 1998                | 2002                | 2006                | 2010                | 2014                | 2018                | 2022                |
| ---------------------------------- | ------------------- | ------------------- | ------------------- | ------------------- | ------------------- | ------------------- | ------------------- | ------------------- |
| SamenWerkt*                        | -                   | -                   | -                   | -                   | -                   | -                   | -                   | 5                   |
| VVD                                | 5                   | 5                   | 5                   | 3                   | 4                   | 3                   | 4                   | 3                   |
| BurgerBelangen                     | -                   | -                   | -                   | -                   | -                   | -                   | 3                   | 3                   |
| CDA                                | 4                   | 3                   | 4                   | 3                   | 3                   | 2                   | 2                   | 2                   |
| SP                                 | -                   | -                   | -                   | 3                   | 3                   | 5                   | 3                   | 2                   |
| Protestant-Christelijke Groepering | 1                   | 2                   | 1                   | 2                   | 2                   | 2                   | 3                   | 2                   |
| D66                                | 1                   | 1                   | -                   | -                   | 1                   | 2                   | 1                   | 1                   |
| Duurstede voor Democratie          | -                   | -                   | -                   | -                   | -                   | -                   | -                   | 1                   |
| GroenLinks                         | 5                   | 4                   | 4                   | 3                   | 3                   | 3                   | 3                   | *                   |
| PvdA                               | 2                   | 3                   | 2                   | 4                   | 2                   | 1                   | -                   | *                   |
| Burger Belangen Nu                 | 1                   | 1                   | 3                   | 1                   | 1                   | 1                   | -                   | -                   |
| Totaal                             | 19                  | 19                  | 19                  | 19                  | 19                  | 19                  | 19                  | 19                  |

* SamenWerkt bestaat uit Open, GroenLinks en PvdA.

### College van burgemeester en wethouders
Het college van burgemeester en wethouders bestaat uit:
Burgemeester:
- Iris Meerts (PvdA)

Wethouders:
- Hans Buijtelaar (VVD)
- Jeroen Brouwer (SP)
- Jan Kuiper (CDA)

## Gebouwen

### Kerken

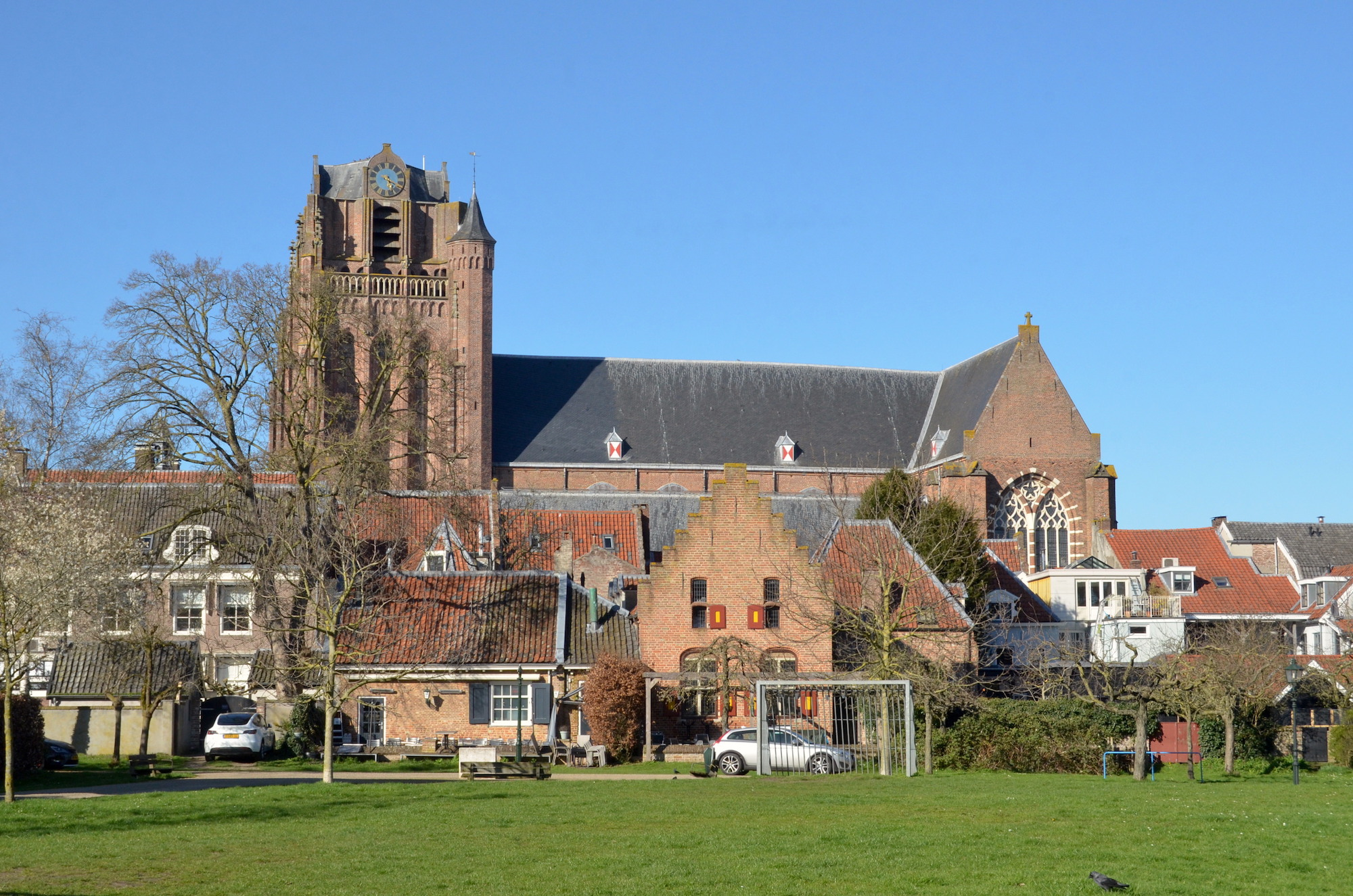
Grote of Johannes de Doperkerk, gezien uit het westen.

- Sint Jan de Doperkerk aan de Markt in het oude stadscentrum, middeleeuwse pseudobasiliek met een laatgotische toren die drie geledingen zou krijgen, naar het voorbeeld van de Utrechts Domtoren, waarvan echter alleen de onderste en een klein deel van de middelste is voltooid. De kerk bezit het Kiespenningorgel uit 1631 en het Harrison & Harrisonorgel uit 1883. In het Zuidertransept staat een klein orgel van de orgelmakers Van Vulpen, de kas is gemaakt door Friedrichs.
- Rooms-katholieke Sint Johannes de Doperkerk aan de Klooster Leuterstraat in het oude stadscentrum, neogotische pseudo-basiliek naar het ontwerp van de bouwmeester Wolter te Riele, gerealiseerd in 1907 door verbouwing van een eenvoudig kerkgebouw uit het midden van de 19-de eeuw, hierna nog enkele malen verbouwd.

### Kastelen
- kasteel Duurstede
- kasteel Groenesteyn
- kasteel Hindersteyn
- kasteel Leeuwenburg
- kasteel Lunenburg
- kasteel Rhijnestein
- kasteel Sandenburg
- kasteel Walenburg
- kasteel Weerdesteyn
- kasteel Zuilenburg

### Molens
- korenmolen Oog in 't Zeil (Cothen)

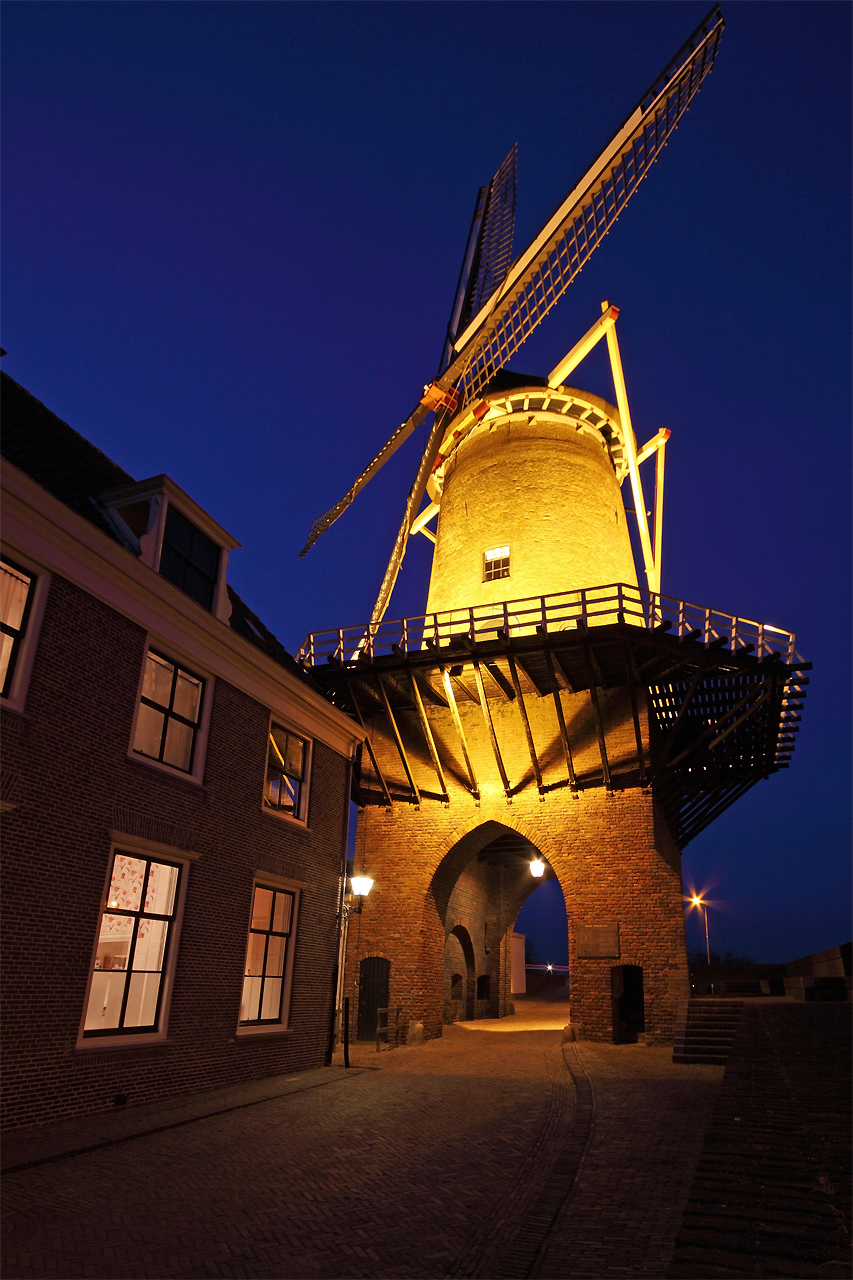
Molen Rijn en Lek met de Runmolenpoort.

- korenmolen Rijn en Lek (Wijk bij Duurstede)

### Monumenten
In de gemeente is er een aantal rijksmonumenten, gemeentelijke monumenten, een beschermd stadsgezicht en enkele oorlogsmonumenten, zie:
- Lijst van rijksmonumenten in Wijk bij Duurstede (plaats)
- Lijst van rijksmonumenten in Wijk bij Duurstede (gemeente)
- Lijst van gemeentelijke monumenten in Wijk bij Duurstede
- Rijksbeschermd gezicht Wijk bij Duurstede
- Lijst van oorlogsmonumenten in Wijk bij Duurstede

### Musea
- Museum Dorestad

## Toerisme

### Festivals
- Blues kroegentocht (BluesinWijk)
- Kleurrijk uit in Wijk
- PuurWijks
- Lekkodagen
- Mazijkpop
- Catch-Up Festival
- Brood en spelen
- Kerst bij Duurstede
- Wijn bij Duurstede
- At the Harbour
- Het Wijkse Stadsfeest
- Zondagmiddagconcerten in de Grote Kerk
- Evensongs in de Grote Kerk
- Maleborduur Bockbierfestival

### Recreatiegebieden
- Recreatiegebied 'waarden van Gravenbol'

## Verkeer en vervoer

### Afstanden
- Utrecht 22 km
- Amersfoort 23 km
- Amsterdam 64 km

### Provinciale wegen
- N227 (richting Amersfoort), vanuit Cothen
- N229 (richting Utrecht, A12 en Tiel)

### Waterwegen

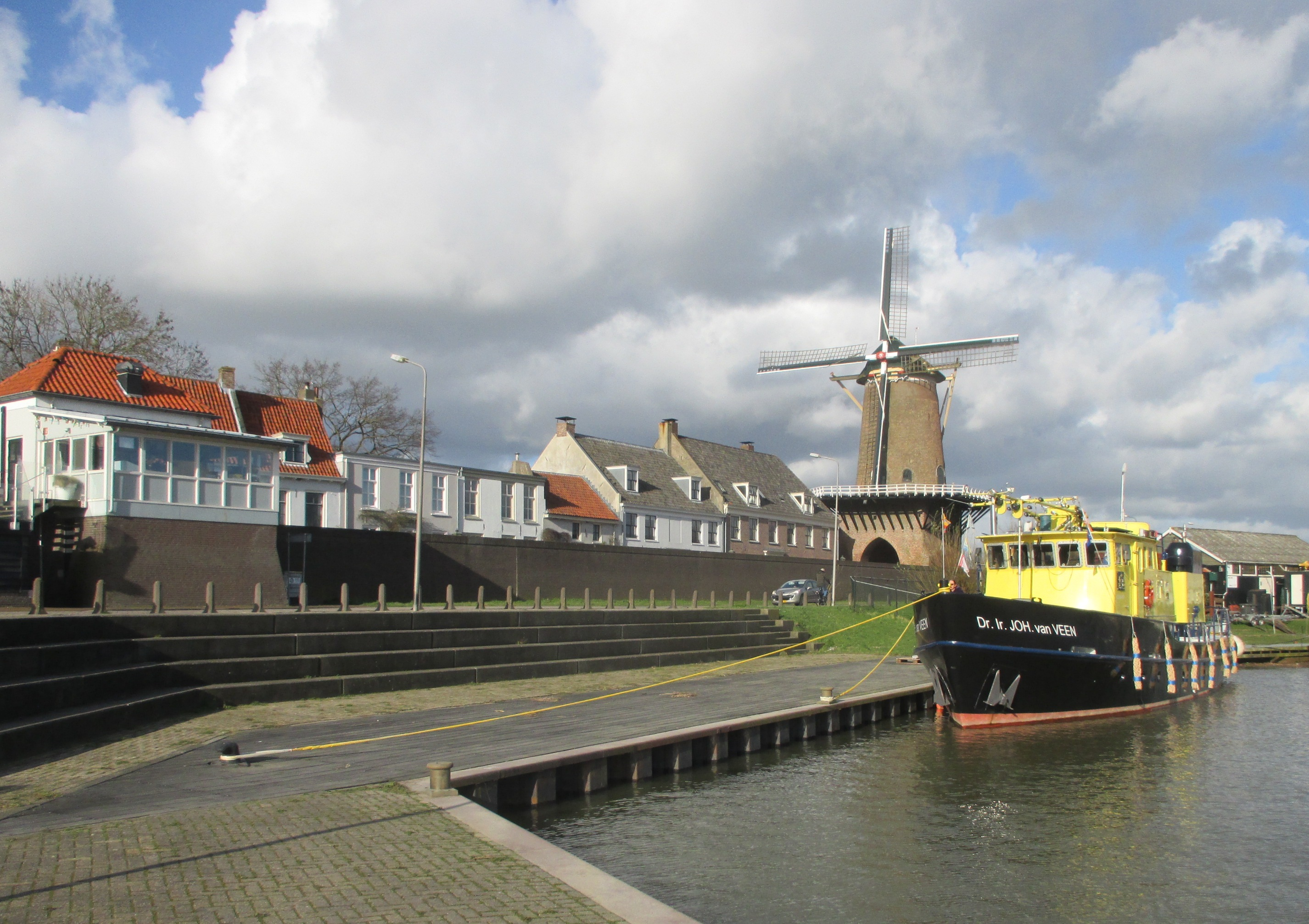
Haven van Wijk bij Duurstede, gezien in oostelijke richting.

Wijk bij Duurstede heeft een haven. Het ligt aan de volgende waterwegen:
- Nederrijn
- Lek
- Amsterdam-Rijnkanaal
- Kromme Rijn

### Openbaar vervoer
De bussen vertrekken vanaf het Wijkse Busstation.
- U-link 41 (reguliere verbinding van en naar station Utrecht Centraal)
- Bus 56 (reguliere verbinding van en naar Amersfoort via Zeist)
- Bus 695 (spits-/schoolbus van en naar Maarsbergen)

### Veerdiensten

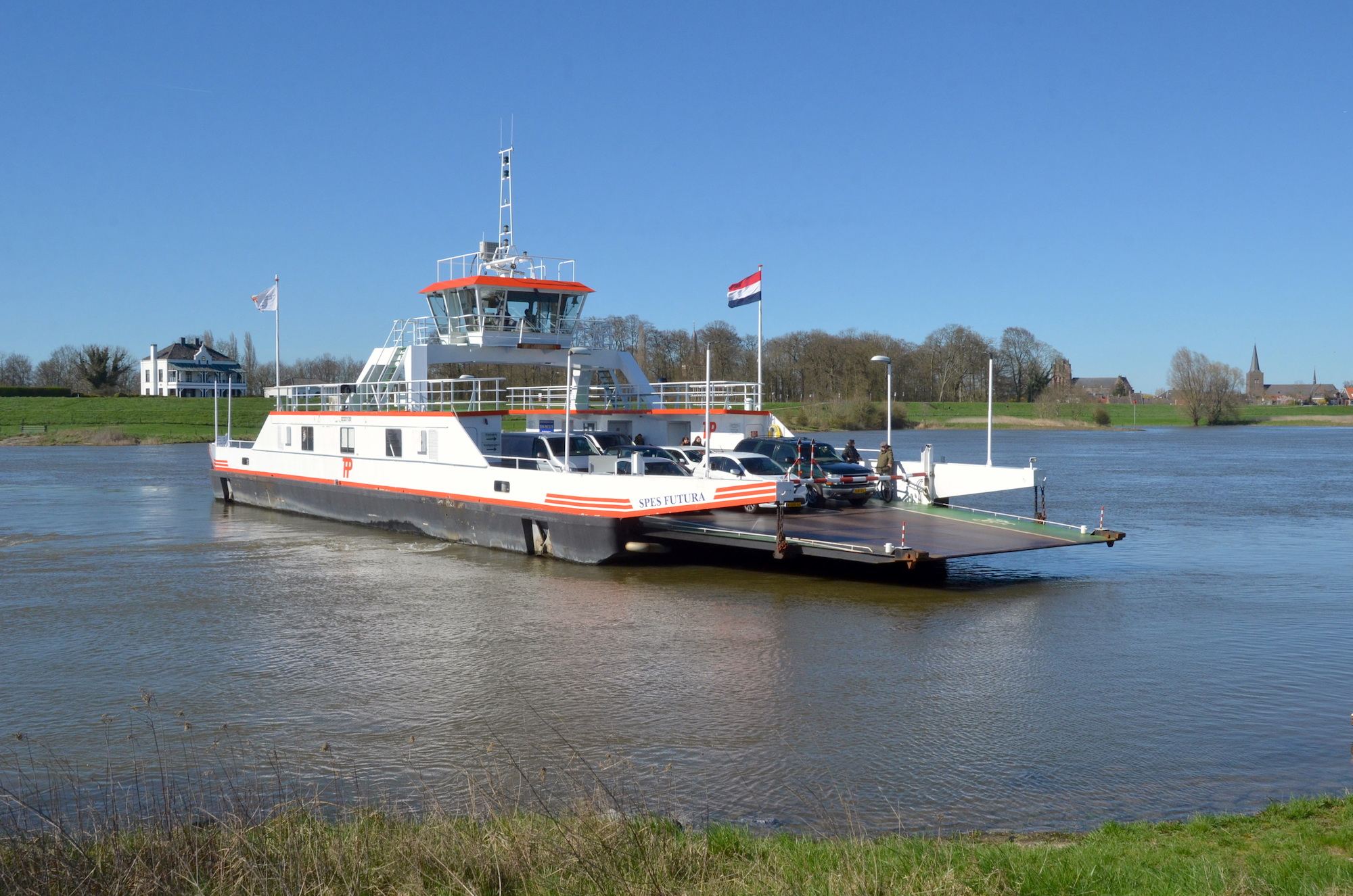
Veerpont Spes Futura op de Lek bij Wijk bij Duurstede.

- Veerboot Spes Futura van het Wijkse Veer vaart over de rivier de Lek en verbindt Wijk bij Duurstede met Rijswijk (Gelderland).
- Veerboot Spes Salutis van het Beusichemse Veer vaart over de rivier de Lek en verbindt Wijk bij Duurstede met Beusichem.

## Sport
Wijk bij Duurstede kent een voetbalclub (CDW) en een hockeyclub (Dorsteti). Ook zijn er onder meer verenigingen voor judo, karate, tennis, basketbal, badminton, volleybal, honkbal en korfbal.
In 1955 werd het Nederlands kampioenschap wegwielrennen in Wijk bij Duurstede gehouden, Thijs Roks werd toen Nederlands kampioen.

## Bekende (voormalige) inwoners

### Geboren in Wijk bij Duurstede
- Dirck van Baburen (ca. 1595-1624), kunstschilder
- Willem Verbeek (1820-1888), huisarts en hoofdredacteur van schaaktijdschrift Sissa
- Dirk Fock (1858-1941), Tweede Kamerlid voor de Liberale Unie
- Gijsbertus Vonk (1889-1969), Tweede Kamerlid voor de PvdV
- Rie Lips-Odinot (1908-1998), Tweede Kamerlid voor de CPN
- Everhardus Jacobus Ariëns (1918-2002), hoogleraar farmacologie
- Jochem Royaards (1943-2012), acteur en regisseur
- Els van Odijk (1953-2023), kunsthistoricus
- Joost van Ginkel (1971), filmregisseur en scenarioschrijver
- Bert Slagter (1982), schrijver

### Elders geboren
- Jordaan Everhard van Rheden (1822-1890), onderwijzer en amateurfotograaf.
- W.G. van de Hulst jr. (1917-2006), kunstschilder, beeldhouwer, illustrator en kinderboekenschrijver
- Wim Peters (1921-2019), journalist en burgemeester
- Jaap Bethlem (1924-2017), hoogleraar
- Karel Prior (1924-1997), radiopresentator, televisieregisseur en producent
- Anton Houtsma (1938-2014), politicus en burgemeester
- Irene van Lippe-Biesterfeld (1939), prinses. Zij woonde tot 2015 een gedeelte van het jaar in deze stad.
- Jelles Bode (1942-2012), politieagent en filelezer
- Sis van Rossem (1945-2022), kunsthistorica, columniste en presentatrice
- Leo van Veen (1946), voetballer en voetbalmanager
- Stef Stokhof de Jong (1950-2021), beeldhouwer, glaskunstenaar en textielkunstenaar
- Sierd de Vos (1959), voetbalcommentator
- Eric Balemans (1961-2021), politicus
- Jozua Douglas (1977), kinderboekenschrijver
- Wouter Hamel (1977), jazzzanger
- Peter Kuipers Munneke (1980), weerman
- Michelle Courtens (1981), zangeres en Nederlandse inzending Eurovisiesongfestival 2001[6]
- Nikkie Plessen (1985), presentatrice, actrice en model
- Mohamed El Makrini (1987), professioneel voetbalspeler
- Laura Dekker (1995), solozeilster

## Fotogalerij

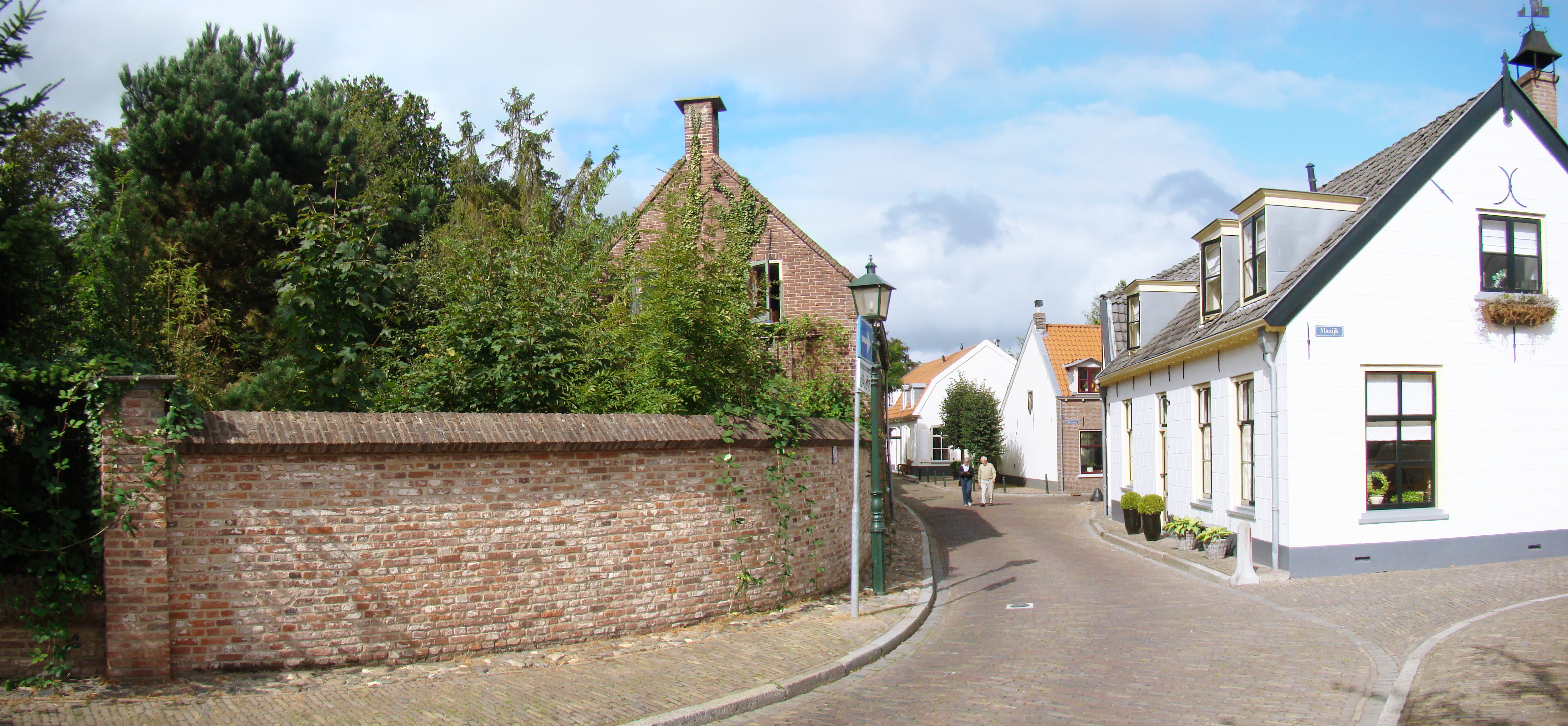
Stadsgezicht Wijk bij Duurstede
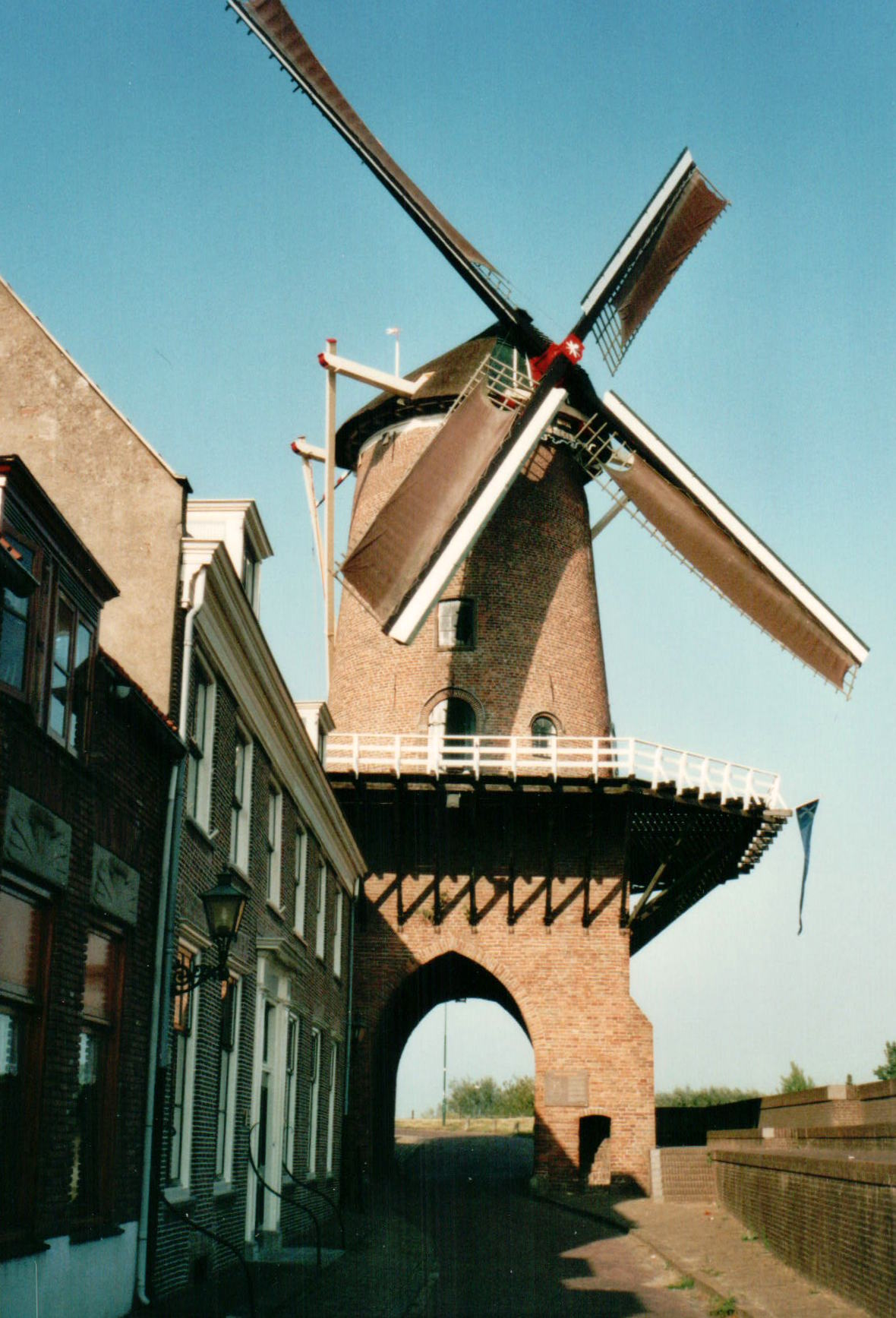
De Runmolenpoort, die een molen en poort in een is
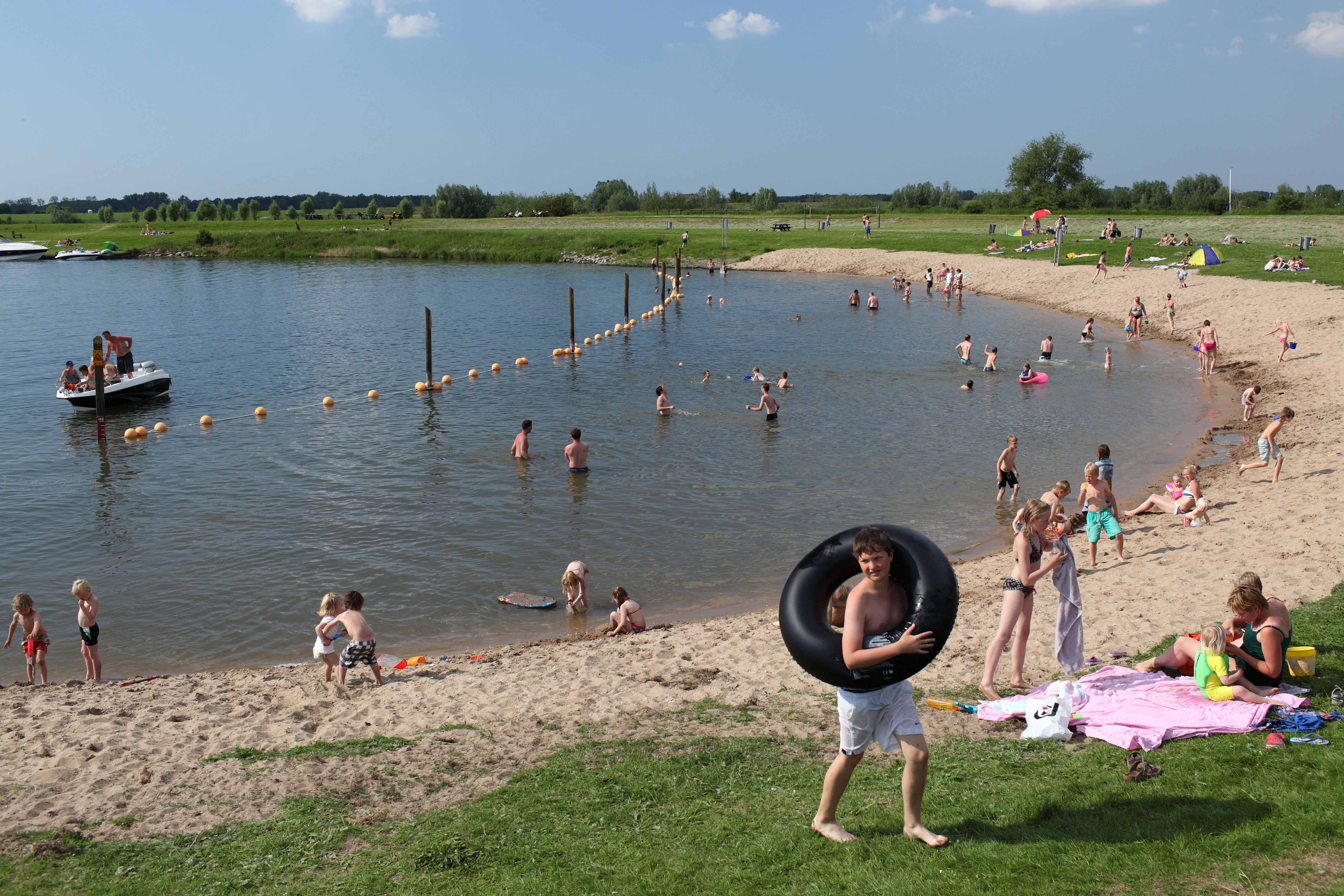
Recreatiegebied Gravenbol
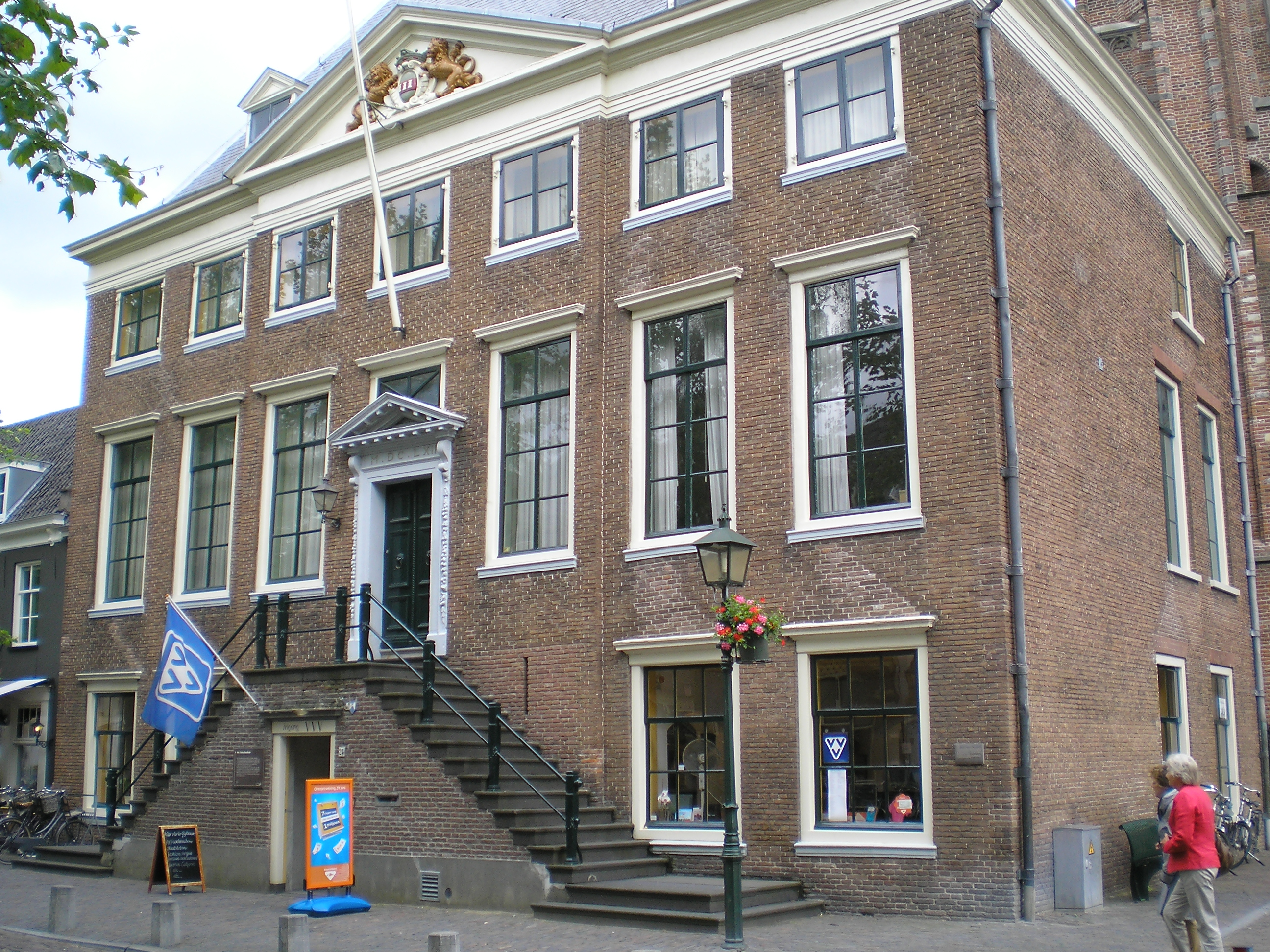
Voormalig stadhuis aan de Markt 24, anno 2015 een VVV-kantoor
Prinses Irenesluizen in het Amsterdam-Rijnkanaal, ten westen van Wijk bij Duurstede